# Castillo de Margarida
El castillo de Margarida está situado en la población de Margarida, en el municipio de Planes (comarca del Comtat ), situado en la parte alta de la montaña de Cantacuc, a casi 700 m de altitud.

## Historia
Únicamente se conservan cuatro referencias históricas de este castillo. Se sabe que el 4 de abril de 1244, el caudillo Al-Azraq firmó el pacto del Pouet con Alfonso, hijo de Jaime I, por el que el caudillo musulmán se reserva por tres años este y otros castillos de la zona. En mayo del 1258, el castillo fue dado a Gil Ximenez de Segura como heredado franca. Y finalmente, el 20 de julio, el rey reconoce deber 1000 maravedíes de oro a Pedro Zapata de Alzira para el intercambio de diferentes propiedades, entre ellas, el castillo. En 1379 Pedro IV hace donación a perpetuidad de los castillos de Planes y Margarida a Doña Sibila.
En el peñasco donde se sitúa el castillo, se han encontrado restos de diferentes épocas antes de la construcción del castillo actual. Primeramente, se han encontrado restos arqueológicos de la Edad del Bronce; después, restos de un segundo empleo, de entre los siglos II y III, de los romanos; y finalmente, restos de una ocupación musulmana, de entre los siglos XI y XIII.

## Estado a principios desigloXXI
El castillo consta de varias edificaciones, todas estas en escombros. Básicamente, se pueden diferenciar una plataforma maciza de mampostería junto a un aljibe, y una altura superior, a la que actualmente sólo se puede acceder mediante la escalada, donde se encuentra una pequeña torre de mampostería de planta rectangular de 5,25 x 4,20 m, con una altura variable entre los 3,70 y 4,50 m.
Fuentes orales afirman que la escalera que daba acceso a la construcción superior fue volada en los años 30 del siglo XX por motivos desconocidos.

## Acceso
En el castillo, se puede acceder por un camino rural que sale de la población de Catamarruc (Planes) en dirección al Mas de Cantacuc.